# Astragalus glaucophyllus
Astragalus glaucophyllus är en ärtväxtart som beskrevs av Aleksandr Andrejevitj Bunge. Astragalus glaucophyllus ingår i släktet vedlar, och familjen ärtväxter. Inga underarter finns listade i Catalogue of Life.